# Termolýza
Termolýza (tepelný rozklad) je chemický rozklad způsobený teplem. Reakce je většinou endotermní. Teplo je potřeba na přerušení chemických vazeb.

## Příklady
- Uhličitan vápenatý – Rozkládá se na oxid vápenatý a oxid uhličitý.
- Některé oxidy, hlavně slabě elektropozitivních kovů, se rozkládají když jsou zahřáty na dostatečnou teplotu (oxid rtuťnatý).
- Dichroman amonný – Rozkládá se na oxid chromitý, dusík a vodu.
- Dusičnan amonný – Při silném zahřívání se rozkládá na oxid dusný a vodu.
- Dusitan amonný – Při zahřívání se rozkládá na dusík a vodu.
- Azid barnatý – Při zahřátí se rozkládá na baryum a dusík.
- Dusičnan sodný – Při zahřívání se rozkládá na dusitan sodný a kyslík.
- Uhličitan amonný – Při zahřívání se rozkládá na amoniak, oxid uhličitý a vodu.